# La corte de Faraón

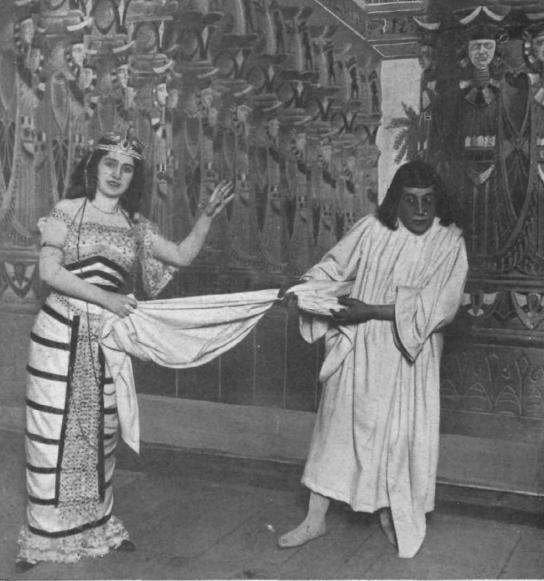
Julia Fons y el tenor Antonio González interpretando respectivamente a Lota y El Casto José, en el estreno en el Teatro Eslava (1910).

La corte de Faraón es una zarzuela, denominada «opereta bíblica», en un acto y cinco cuadros. Se estrenó en Madrid en el Teatro Eslava el 21 de enero de 1910, con libreto de Guillermo Perrín y Miguel de Palacios y música de Vicente Lleó.

## Comentario
En esta obra se mezclan elementos de opereta, zarzuela, revista, e incluso cuplé. Está encuadrada dentro del género denominado "sicalíptico", el cual es famoso por sus diálogos llenos de insinuaciones y connotaciones sexuales, canciones de aroma picante y enredos de corte vodevilesco, que estuvo de moda durante el primer tercio del siglo XX. Esta obra es de carácter humorístico, está ambientada en Egipto y sus referencias musicales la convierten en algunos momentos en una parodia de Aida de Verdi. Contiene además diversas referencias musicales, dramáticas y culturales tanto a la "alta cultura" como a la popular. El argumento es tomado de un cuento del Libro del Génesis de similar trama, aunque esta se parece más a la de la ópera Madame Putiphar de Edmond Diet, la cual a su vez se basa en la novela de J. Pétrus Borel d'Hauterive.
En cuanto a la música encontramos una caracterización musical de los personajes, resaltando los temas de Lota ("En el templo de Isis") o el tema del flautín de Putifar. Este era una referencia a la música de los castradores, oficio que seguía presente en el país a inicios de siglo y que sería reconocible para el público original de la obra. Encontramos entonces en esta ua doble referencia: la recién mencionada y otra a Wagner en el uso de latemotifs.

## Argumento
La acción se sitúa en Egipto, durante la época de los faraones.

### Acto único

#### Cuadro IRitorna vincitor

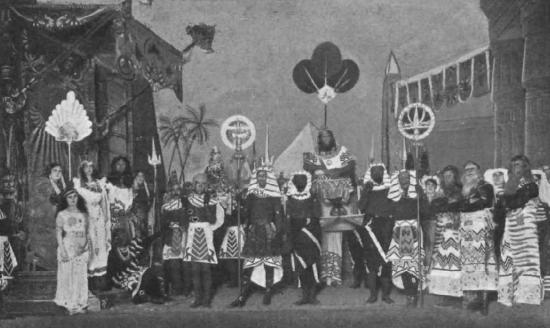
Escena del cuadro I en el estreno de 1910

En la Plaza de Menfis, en el Egipto Faraónico, el Faraón y su esposa, esperan la llegada del victorioso General Putifar para hacerle entrega de la bella Lota, su prometida, para casarse. El pueblo aclama su llegada, el General queda impresionado de la belleza de su esposa, pero se lamenta de la herida de guerra producida por una flecha, que le imposibilita cumplir sus deberes de esposo. Tras la Ceremonia, aparecen tres ismaelitas que llevan un esclavo, José, cuyos hermanos, envidiándole por sus dones, deciden venderlo al General, el cual se lo ofrece a Lota como regalo de bodas. Ella al verlo reconoce al esclavo que vio por casualidad "en el traje de Adán", quedando prendada al instante de él.

#### Cuadro IILa Capa de José
En la cámara de Lota, en el Palacio de Putifar, reposa la esposa y se divierte con las canciones de sus esclavas. Entran tres viudas, las cuales, como manda la tradición, dan consejos a la novia en la noche de bodas. Llega Putifar y Lota trata de seducirlo, pero este se resiste hasta que suenan los clarines, llamándole a la guerra, y parte rápidamente. Lota queda acalorada y en compañía de José, al cual trata de seducir; este se resiste y Lota en un forcejeo le arranca la capa. Llama a los guardias y lo prenden bajo la acusación de violación, por lo que será llevado ante el Faraón para que sea ejecutado.

#### Cuadro IIIDe Capa Caída
En el Palacio del Faraón, en una de las salas, el Faraón, la Reina y su Copero celebran una pequeña fiesta, donde emborrachan al soberano y le ofrecen los cantos de las bellas babilónicas, donde una de ellas, Sul, entona sus famosos "cuplés babilónicos". Llega entonces Lota pidiendo justicia, el Faraón delega en la Reina y se marcha. Esta le expone el caso y hace entrar a José, queda la Reina prendada también de él. Se produce una discusión entre ambas y José decide huir saltando por la ventana.

#### Cuadro IVLos sueños de Faraón
En el Jardín del Palacio, reposan en un banco el Faraón con su Copero, José al caer de la ventana, cae exactamente encima de ellos, despertando al Faraón. Este le comenta su sueño y José se lo revela, mediante una explicación futurista y delirante, presentándose ante ellos un cuadro flamenco. El Faraón impresionado le premia nombrándole virrey de Egipto.

#### Cuadro V¡El Buey Apis!
En el templo del Buey Apis, se dispone la ceremonia para coronar a José. Todos se postran ante el Buey Apis y alaban a José como nuevo virrey.

## Números musicales
Acto único
Cuadro I
- Introducción (Orquesta)
- Coro y marcha triunfal: "¡Victoria, victoria!"
- Coro: "Ya la ceremonia"
- Dúo y canción: "Salve, Lota"
- Escena: "Señor, ¿por qué me llamas?"
- Fin del cuadro I: "Te aguarda mi señora"

Cuadro II
- Introducción (Orquesta)
- Canción y baile: "La Luz de la luna"
- Terceto de las viudas - Vals: "Al pasar de soltera a casada"
- Dúo de Lota y José: "Yo soy el casto"

Cuadro III
- Introducción (Orquesta)
- Escena y danza: "Bebe, bebe mi señor"
- Entrada y cuplés babilónicos: "Son las mujeres de Babilonia"
- Terceto - Vals del juicio: "Para juzgar y sentenciar"
- Intermedio - Vals (Orquesta)

Cuadro IV
- Escena y garrotín: "Vi entre sueños tres mujeres"

Cuadro V
- En el templo y final: "¡Gloria, gloria a nuestro gran Virrey!"

## Personajes principales
- José, pastor casto, inocente y perseguido por todas las mujeres (tenor)
- Aricón, cotilla cualquiera, correveidile del templo (tenor)
- Lota, mujer de Putifar e insatisfecha en su ardoroso amor (soprano)
- Putifar, aclamado general que no puede cumplir con sus deberes conyugales (barítono)
- El Gran Faraón, monarca de Egipto y gran bebedor (tenor)
- La Reina, esposa del Faraón (soprano bufa)
- Copero, esclavo encargado del vino (tenor)
- Gran Sacerdote, sumo jefe del templo de Apis (bajo)
- Raquel, confidente y amiga de Lota (soprano)
- Sul, cupletista y bailarina babilónica (soprano)

## Posteriores versiones
- En 1944 se filma y estrena una ambiciosa adaptación al cine mexicano dirigida por Julio Bracho, protagonizada por la vedette puertorriqueña Mapy Cortés (Lota), los comediantes mexicanos Roberto Soto "El Panzón Soto" (El Gran Faraón) y Alfredo Varela Jr. "Varelita" (El casto José), el puertorriqueño Fernando Cortés (Putifar) y la española Consuelo Guerrero de Luna (La Reina).
- Tal vez la más conocida versión de esta zarzuela sea la película homónima, dirigida en 1985 por José Luis García Sánchez e interpretada, en sus papeles principales, por Ana Belén, Antonio Banderas, Fernando Fernán Gómez, José Luis López Vázquez, Agustín González y el dúo humorístico Martes y Trece (Josema Yuste y Millán Salcedo).
- En cuanto a teatro son famosas las versiones que se realizaban en los teatro Eslava y teatro Martín de Madrid en este último siendo dirigida por Salvador Videgain e interpretada por especialistas del género cómico y de revista. Destacan además las versiones realizadas por la compañía teatral Xexil Body Milk en Torrelaguna en 1987 y 1997.
- Hay una famosa versión discográfica realizada por Parera e interpretada por Miguel Ligero Rodríguez en los años cincuenta.